# Faleria
Faleria is een gemeente in de Italiaanse provincie Viterbo (regio Latium) en telt 2136 inwoners (31-12-2004). De oppervlakte bedraagt 25,7 km², de bevolkingsdichtheid is 67,24 inwoners per km².

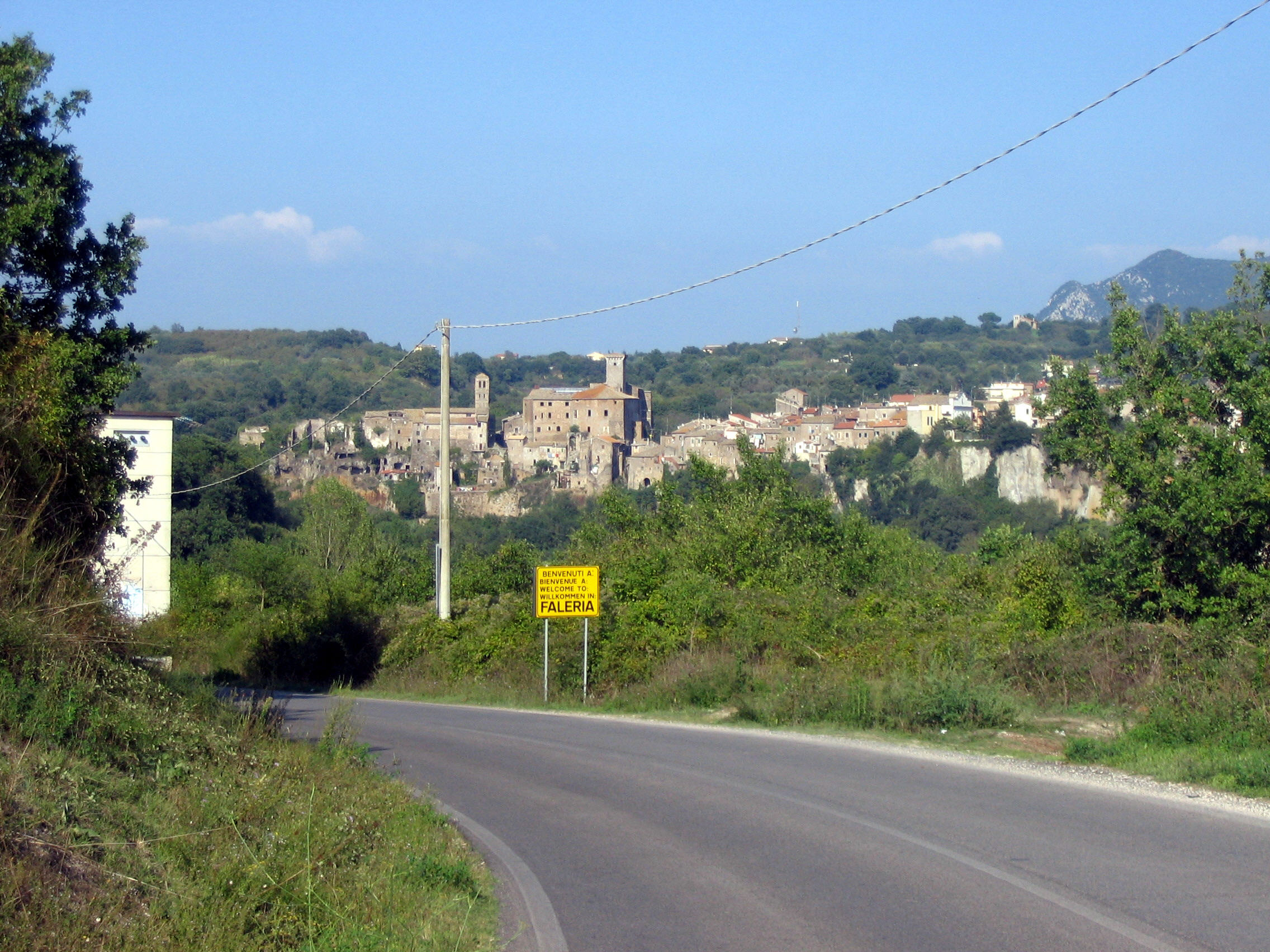
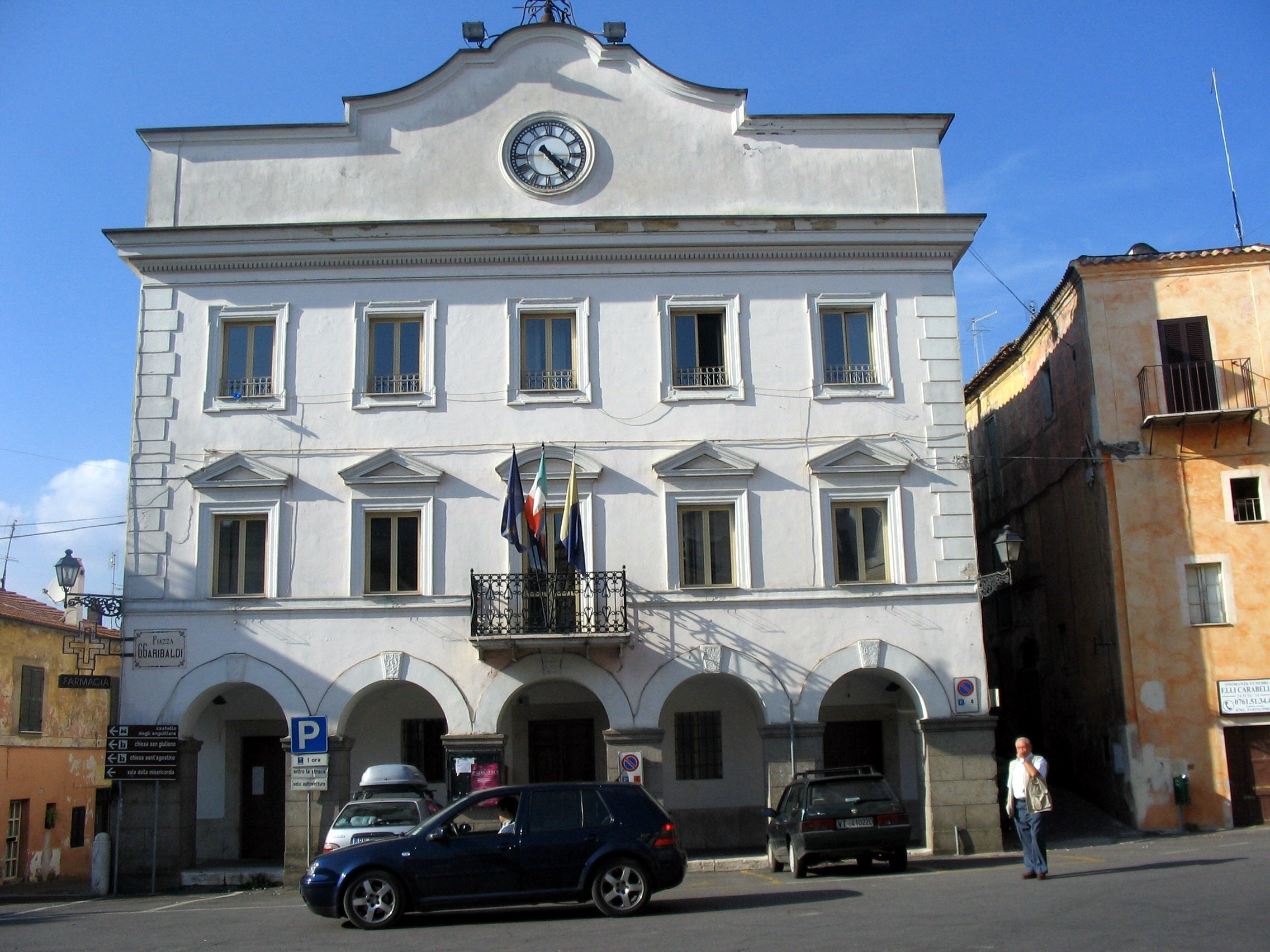
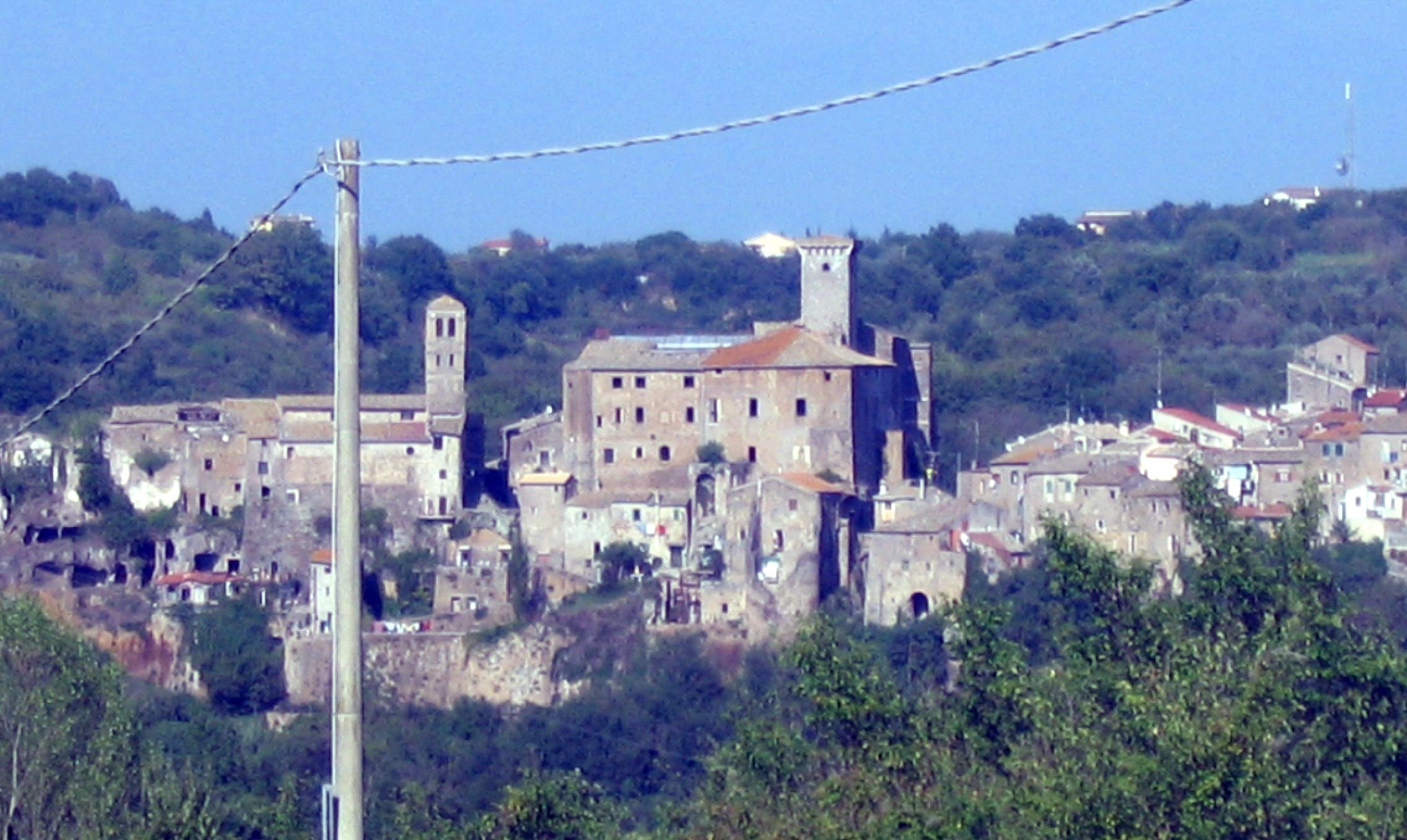

## Demografie
Faleria telt ongeveer 947 huishoudens. Het aantal inwoners steeg in de periode 1991-2001 met 21,0% volgens cijfers uit de tienjaarlijkse volkstellingen van ISTAT.
| Jaar | Inwoneraantal |
| ---- | ------------- |
| 1991 | 1428          |
| 2001 | 1728          |

## Geografie
De gemeente ligt op ongeveer 202 m boven zeeniveau.
Faleria grenst aan de volgende gemeenten: Calcata, Castel Sant'Elia, Civita Castellana, Mazzano Romano (RM), Rignano Flaminio (RM), Sant'Oreste (RM).